# Atsuji Miyahara

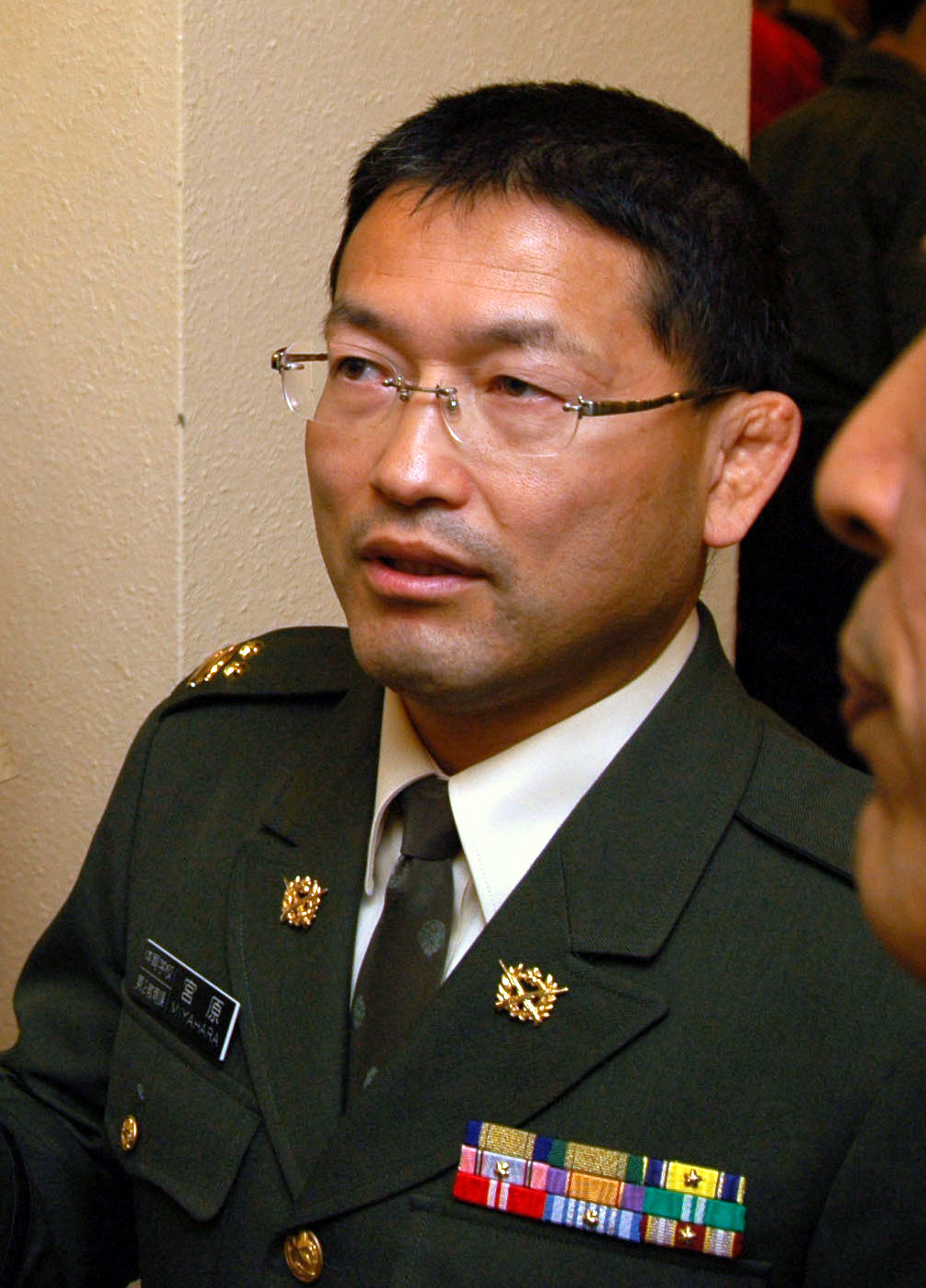
Atsuji Miyahara

Atsuji Miyahara, jap. 宮原 厚次, Miyahara Atsuji, (* 20. Dezember 1958) ist ein ehemaliger japanischer Ringer. Er war Olympiasieger 1984 im griechisch-römischen Stil im Fliegengewicht.

## Werdegang
Atsuji Miyahara begann erst im Alter von 19 Jahren im Jahre 1977 mit dem Ringen. Er war Angehöriger der Selbstverteidigungsstreitkräfte und gehörte dem Sportclub Saitama an. Sein Trainer war Kōichirō Hirayama. Er rang nur im griechisch-römischen Stil und bei einer Größe von 1,55 Metern immer im Fliegengewicht, der Gewichtsklasse deren Gewichtslimit damals bei 52 kg lag, wozu er vor jedem Wettkampf über 5 kg abtrainieren musste.
Sein Debüt auf der internationalen Ringermatte gab er im Jahre 1981, als er bei der Universitäten-Weltmeisterschaft in Budapest im Fliegengewicht hinter den Weltklasseathleten Benur Paschajan, UdSSR, Nicu Gângă, Rumänien und Bang Dae-du, Südkorea den 4. Platz belegte. Wenige Monate später wurde er bei der Weltmeisterschaft 1981 in Oslo Vize-Weltmeister im Fliegengewicht. Nach vier Siegen verlor er dort im Finale gegen Wachtang Blagidse aus der UdSSR.
Weniger erfolgreich war Atsuji Miyahara bei den Weltmeisterschaften der Jahre 1982 und 1983 in Kattowitz und Kiew, denn er belegte dort im Fliegengewicht jeweils nur den 6. Platz und blieb ohne Medaillengewinn.
Im Jahre 1984 nutzte er aber bei den Olympischen Spielen in Los Angeles die Gunst der Stunde, die durch das Fehlen von vielen starken Ringern aus den Ostblock-Staaten entstanden war. Er besiegte im Fliegengewicht Mihai Cișmaș aus Rumänien, Jean-Pierre Chambellan aus Frankreich, Jon Rønningen aus Norwegen, Bang Dae-du aus Südkorea und den überraschend in das Finale vorgestoßenen Daniel Aceves aus Mexiko, den er mit 9:3 techn. Punkten sicher beherrschte und gewann die olympische Goldmedaille.
Im Jahre 1985 verlor Atsuji Miyahara bei der Weltmeisterschaft in Kolbotn im Finale seines Pools gegen Jon Rønningen und verlor danach auch, etwas demotiviert, den Kampf um die WM-Bronzemedaille gegen Mihai Cișmaș. Auch im Jahre 1986 verlor er bei der Weltmeisterschaft in Budapest das Poolfinale gegen Jon Rønningen, blieb diesmal aber im Kampf um die WM-Bronzemedaille gegen Walentin Krumow aus Bulgarien siegreich.
Katastrophal verlief für ihn dann die Weltmeisterschaft 1987 in Clermont-Ferrand, denn er schied dort nach zwei Niederlagen schon nach der 2. Runde aus und landete abgeschlagen auf dem 13. Platz. Dafür wurden die Olympischen Spiele 1988 in Seoul noch einmal zu einem Höhepunkt in seiner Laufbahn. Er besiegte dort im Poolfinale den starken sowjetischen Meister Alexander Ignatenko nach hartem Kampf mit 4:3 techn. Punkten und stand im Kampf um die Goldmedaille erneut Jon Rønningen gegenüber, gegen den er verhältnismäßig klar mit 7:12 techn. Punkten verlor. Er gewann damit nach der Goldmedaille von 1984 eine olympische Silbermedaille.
Danach trat er zurück und arbeitete als Zivilangestellter weiterhin bei den japanischen Streitkräften.

## Internationale Erfolge
| Jahr | Platz  | Wettbewerb                   | Gewichtsklasse | |
| 1981 | 4.     | Universitäten-WM in Budapest | Fliegen        | hinter Benur Paschajan, UdSSR, Nicu Gângă, Rumänien u. Bang Dae-du, Südkorea |
| 1981 | 2.     | WM in Oslo                   | Fliegen        | nach Siegen über Wilfredo Leiva, USA, Askari Mohammadian, Iran, Jean-Pierre Chambellan, Frankreich u. Taisto Halonen, Finnland u. einer Niederlage gegen Wachtang Blagidse, UdSSR                          |
| 1982 | 6.     | WM in Kattowitz              | Fliegen        | hinter Benur Paschajan, Ljubomir Zekow, Bulgarien, Bang Dae-du, Lajos Rácz, Ungarn u. Stefan Marian, Rumänien                                                                                              |
| 1982 | 1.     | Welt-Cup in Budapest         | Fliegen        | vor Wachtang Blagidse u. Lajos Rácz |
| 1983 | 6.     | WM in Kiew                   | Fliegen        | hinter Benur Paschajan, Erol Kemah, Türkei, Ljubomir Zenow, Taisto Halonen, u. Roman Kierpacz, Polen |
| 1984 | Gold   | OS in Los Angeles            | Fliegen        | mit Siegen über Mihai Cișmaș, Rumänien, Jean-Pierre Chambellan, Frankreich, Jon Rønningen, Norwegen, Bang Dae-du u. Daniel Aceves, Mexiko                                                                  |
| 1985 | 4.     | WM in Kolbotn                | Fliegen        | hinter Jon Rønningen, Minseit Tasetdinow, UdSSR u. Mihai Cișmaș, vor Roman Kierpacz u. Welin Dogandidki, Bulgarien                                                                                         |
| 1986 | 3.     | WM in Budapest               | Fliegen        | hinter Sergei Djudajew, UdSSR u. Jon Rønningen, vor Walentin Krumow, Bulgarien, Tibor Jankovics, CSSR u. Roman Kierpacz                                                                                    |
| 1986 | 1.     | Asien-Spiele in Seoul        | Fliegen        | vor Georgi Kachabrischwili, Iran u. Lee Jin-hi, Südkorea |
| 1987 | 13.    | WM in Clermont-Ferrand       | Fliegen        | Sieger: Pedro Roque Favier, Kuba vor Roman Kierpacz u. Alexander Ignatenko, UdSSR |
| 1988 | Silber | OS in Seoul                  | Fliegen        | mit Siegen über Serge Robert, Frankreich, Abdul Karim Kakahaji, Iran, Esa Murtuoaru, Finnland, Christo Filichew, Bulgarien, Tibor Jankovics u. Alexander Ignatenko u. einer Niederlage gegen Jon Rønningen |

Anm.: alle Wettbewerbe im griechisch-römischen Stil, OS = Olympische Spiele, WM = Weltmeisterschaften, Fliegengewicht, damals bis 52 kg Körpergewicht